# Gradi della polizia locale del Piemonte
Tabella riassuntiva dei segni distintivi di grado della polizia locale del Piemonte. I gradi sono rappresentati apposti sulle controspalline della uniforme ordinaria invernale ed estiva, su supporti tubolari per i camiciotti estivi oppure su apposito supporto delle uniformi operative. Il colore delle uniformi per la polizia municipale del Piemonte è il blu di Prussia. I distintivi di grado sono regolati dalla Legge Regionale n. 57 del 16 dicembre 1991, che è andata ad integrare la Legge Regionale n. 58 del 30 novembre 1987, e dalla Deliberazione della Giunta Regionale 21 luglio 2008, n. 50-9268.

## Comandanti

Comandanti Dirigenti
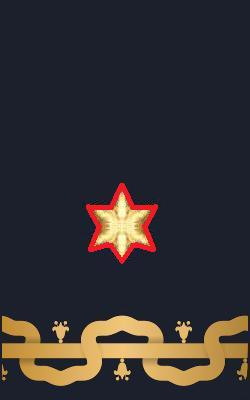
Dirigente-Comandante del comune capoluogo della Regione (Città di Torino)
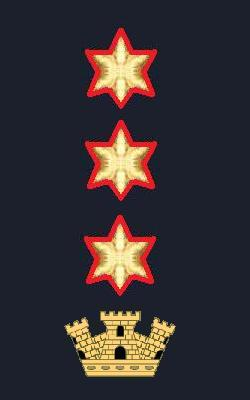
Dirigente-Comandante di comune capoluogo di provincia
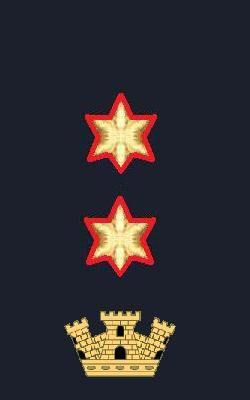
Dirigente-Comandante di comune non capoluogo di provincia

Comandanti non Dirigenti - Responsabili di servizio
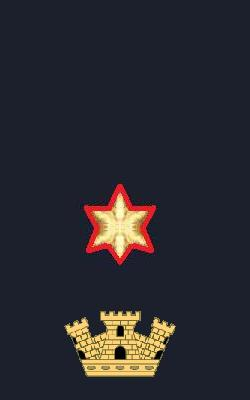
Commissario Capo - Comandante (o Responsabile di servizio) per comuni/città superiori ai 15.000 abitanti
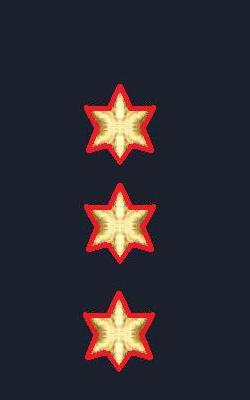
Commissario - Comandante per comuni/città inferiori ai 15.000 abitanti
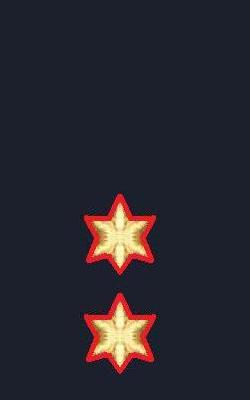
Vice Commissario - Responsabile di servizio per comuni/città inferiori ai 15.000 abitanti (NO Corpo di P.M.)

## Ufficiali dirigenti

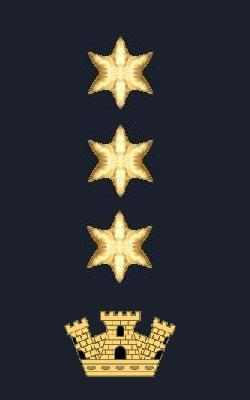
Dirigente-Comandante vicario del comune capoluogo della Regione (Città di Torino)
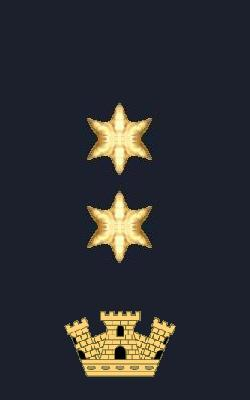
Dirigente del comune capoluogo della Regione (Città di Torino)

## Ufficiali direttivi

Ruolo Commissari
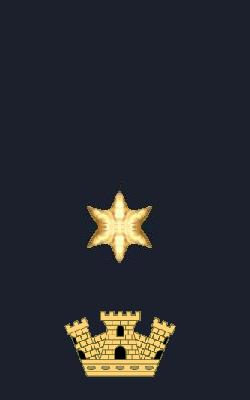
Commissario Capo - Titolare di Elevata Qualificazione del comune capoluogo della Regione (Città di Torino)
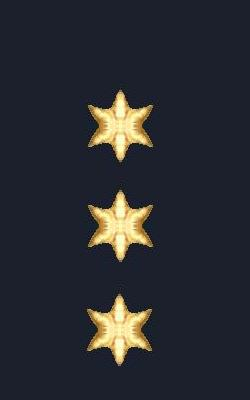
Commissario
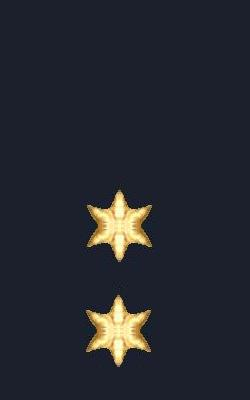
Vice Commissario

## Sottufficiali

Ruolo Ispettori
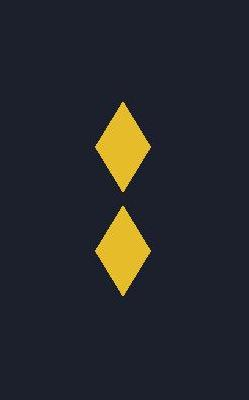
Ispettore capo
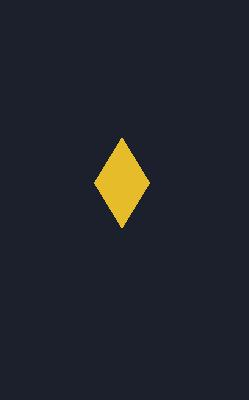
Ispettore

## Agenti

Ruolo Agenti
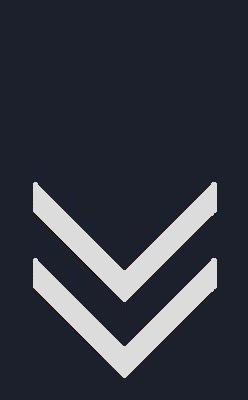
Assistente
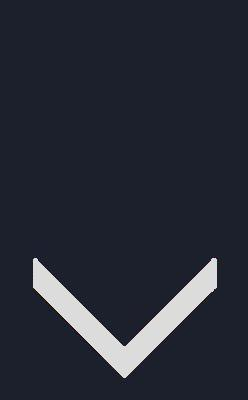
Agente scelto
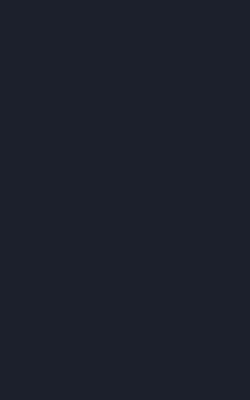
Agente